# Карл Берґман
Карл Берґман (швед. Carl Bergman; нар. 10 жовтня 1987) — колишній шведський тенісист.
Найвищу одиночну позицію світового рейтингу — 500 місце досяг 30 січня 2012, парну — 475 місце — 15 вересня 2008 року.
Здобув 2 одиночні та 7 парних титулів.

## ITF Ф'ючерс титули

### Одиночний розряд: (2)
| Ранг | Дата     | Турнір                | Покриття | Суперник       | Рахунок        |
| ---- | -------- | --------------------- | -------- | -------------- | -------------- |
| 1.   | Кві 2007 | Швеція F3, Норрчепінг | Тверде   | Філіпп Маркс   | 4–6, 6–3, 7–5  |
| 2.   | Вер 2011 | Ізраїль F8, Хайфа     | Тверде   | Штефан Зайферт | 7–6(11–9), 6–3 |

### Парний розряд: (7)
| Ранг | Дата     | Турнір                    | Покриття | Партнер           | Суперники                          | Рахунок          |
| ---- | -------- | ------------------------- | -------- | ----------------- | ---------------------------------- | ---------------- |
| 1,   | Тра 2007 | Болгарія F1, Софія        | Ґрунт    | Даніель Кумлін    | Юго Паукку Маттео Воланте          | 6–1, 6–1         |
| 2.   | Тра 2007 | Болгарія F2, Русе         | Ґрунт    | Даніель Кумлін    | Борис Никола Бакалов Ашутош Сінгх  | 6–2, 2–6, 6–3    |
| 3.   | Бер 2008 | Швейцарія F2, Бассерсдорф | Килим    | Генрік Норфельдт  | Александер Садецкі Жан-Клод Шеррер | 6–2, 4–6, [10–4] |
| 4.   | Вер 2010 | Швеція F2, Фалун          | Тверде   | Маркус Ерікссон   | Тобіас Блумґрен Мікке Контінен     | 3–6, 6–3, [10–4] |
| 5.   | Чер 2011 | Німеччина F6, Трір        | Ґрунт    | Юго Паукку        | Петер Гойовчик Марк Зібер          | 6–4, 6–1         |
| 6.   | Вер 2011 | Швеція F4, Уппсала        | Тверде   | Маркус Ерікссон   | Льюїс Бартон Джеймс Марсалек       | 6–3, 6–4         |
| 7.   | Жов 2011 | Швеція F7, Лідчепінг      | Тверде   | Патрік Русенгольм | Єспер Брунстрем Маркус Ерікссон    | 6–4, 4–6, [10–5] |